# Ähnlichkeit (Philosophie)
Ähnlichkeit ist die Übereinstimmung in einer oder mehreren, nicht aber allen Eigenschaften.
Der Begriff bezeichnet eine Beziehung (Relation) zwischen zwei oder mehreren Gegenständen (im weitesten Sinn), die in einer oder mehreren, nicht aber allen Eigenschaften (Merkmalen) übereinstimmen (Vgl. Vergleich (Philosophie)). Der Grad der Ähnlichkeit bemisst sich nach dem Verhältnis der gemeinsamen zu den unterscheidenden Eigenschaften. Sind keine unterscheidenden Eigenschaften festzustellen, spricht man von Gleichheit bzw. Identität.
- Beispiel 1: Ein Autofahrer ist einem Busfahrer ähnlich hinsichtlich der Eigenschaft, ein Straßenfahrzeug zu führen. Beide sind einem Lokomotivführer ähnlich hinsichtlich der Eigenschaft, ein erdgebundenes Fahrzeug zu führen. Alle drei sind einem Flugkapitän und einem Schiffsführer ähnlich hinsichtlich der Eigenschaft, ein Fahrzeug zu führen. Die Ähnlichkeit ist größer, wenn alle Fahrzeugführer Personen befördern; geringer, wenn teils Personen, teils nur Lastgüter befördert werden.

- Beispiel 2: In einem strengen Sinn ist ein Mensch mit sich selbst nur zu einem bestimmten Raum-Zeit-Punkt identisch, im Laufe der Zeit ist er sich nur ähnlich, da er in der nächsten Sekunde etwas anderes denkt, sieht, ein Haar verliert etc.

Der Begriff der Ähnlichkeit weist auf eine tiefere philosophische Problematik des Erkennens der Wirklichkeit hin. Zudem berührt der Begriff der Ähnlichkeit verschiedene Bereiche sowohl der Natur als auch der menschlichen Kultur und Wahrnehmung.

## Philosophische Problematik
In philosophischer Hinsicht kann Ähnlichkeit in verschiedener Hinsicht thematisiert werden:

### Ähnlichkeit und Identität
Hinter dem Begriff Ähnlichkeit verbirgt sich ein alltägliches Problem unserer Erkenntnis, das schon seit Heraklit bekannt ist, wenn dieser schreibt: „In dieselben Flüsse steigen wir und steigen wir nicht.“ (Fragment 49a) Denn es ist jedes Mal anderes Wasser, das uns entgegenströmt. Weil alles in ständiger Veränderung ist, sind die „Dinge“ sogar zu jeder Zeit verschieden von allen anderen vorherigen oder zukünftigen Zuständen ihrer eigenen Existenz.
Wenn in der Welt aber keine völlig gleichen Dinge existieren, dann muss jede Feststellung von Identität in Wahrheit auf der Feststellung von Ähnlichkeit beruhen, die vom Beobachter nur irrtümlich als Identität angesehen wird, etwa weil er mit seinen beschränkten Sinnesorganen und Messapparaten keine Unterschiede entdecken kann. Identität ist aus dieser Perspektive eine Sache des Betrachters, die Wirklichkeit dagegen kennt nur Ähnliches.

### Ähnlichkeit und Analogie
Ähnlichkeit kann als Spezialfall einer Analogie definiert werden.
Der Analogieschluss schließt von der Übereinstimmung oder Ähnlichkeit mehrerer Gegenstände in einer Hinsicht auf eine Übereinstimmung oder Ähnlichkeit in anderer Hinsicht.

### Ähnlichkeit und Erkenntnistheorie
Erkenntnistheoretisch wird Ähnlichkeit ebenfalls in mehrfacher Hinsicht thematisiert.
Zum einen geht es um die Frage, ob Ähnliches nur durch Ähnliches erkannt werden kann. Dies wurde unter anderem von Pythagoras, Empedokles und Demokrit vertreten. In seinem Dialog Kratylos beschreibt Platon die Möglichkeit, dass die erkannte Ähnlichkeit von mit Symbolen beschriebenen Dingen die Ähnlichkeit der Symbole selbst voraussetzen könnte.
Zum anderen geht es um die mehr ontologische Frage des Grundes der Ähnlichkeit der Dinge. Nach Platon ist dies die Ähnlichkeit der Wahrnehmungsgegenstände mit den Ideen, derer sich der erkennende Mensch in der Anamnese erinnert. Nach der scholastischen Philosophie ist es die analogia entis.
Des Weiteren geht es um die Ähnlichkeit der Erkenntnis mit dem Erkannten als Wesen der Erkenntnis wie es in der klassischen Formel der Wahrheit als veritas est adaequatio rei et intellectus (vgl. Adäquationstheorie) anklingt.
Unter den Philosophen der Neuzeit war es David Hume, der in seiner Untersuchung über den menschlichen Verstand alle Argumente aus Erfahrung auf erlebte Ähnlichkeit (similarity) zurückführte. „Von ähnlich erscheinenden Ursachen erwarten wir ähnliche Wirkungen“, ist nach Hume die Summe aller empirischen Schlussfolgerungen.
In der Philosophie ist auch über den Zusammenhang der Ähnlichkeit mit der Identität diskutiert worden. Basiert Ähnlichkeit auf (partieller) Identität, Identität auf Ähnlichkeit oder ist der Zusammenhang anders zu fassen? Und was folgt daraus?
Das Phänomen „Ähnlichkeit“ kann mit der Systemtheorie von Niklas Luhmann in Verbindung gebracht werden, weil Ähnlichkeit die Grundlage von Unterscheidungen ist, die in Luhmanns Theorie als Bausteine der Erkenntnis genau betrachtet werden. Mit dem Akt des Unterscheidens stellte Luhmann den Beobachter mit in sein theoretisches Konzept. Ähnlichkeit ist ein Phänomen der Unterscheidung, das nicht ohne Betrachtung des Betrachters vollständig erklärt werden kann.

## Ähnlichkeit als Natureigenschaft
Auch eine irrtümliche Gleichsetzung kann nützlich zur Orientierung sein. In einer Welt, in der kein Gleiches existiert, kann ein Lebewesen sich nur orientieren, wenn es ein Gespür für Ähnlichkeit hat, mit dem es auf ähnliche Erscheinungen in ähnlicher Weise reagieren kann. Dieses Gespür für Ähnlichkeit liegt allem Wiedererkennen zu Grunde und entsteht schon auf den frühesten Entwicklungsstufen der Sinnesorgane. Artgenossen von Feinden zu unterscheiden, Essbares von Ungenießbarem, Männchen von Weibchen abzugrenzen – diese Orientierungsaufgaben sind für alle Lebewesen lebensnotwendig und lassen sich nur durch Sinnesorgane bewältigen, die schnell Ähnliches von Unähnlichem unterscheiden können.
Die irrtümliche Gleichsetzung von Ähnlichem lässt den Fisch nach dem fliegenähnlichen Köder schnappen, Vögel fluchtartig auf Attrappen von Feinden reagieren; durch irrtümliche Gleichsetzung werden Zwillinge verwechselt und falsche Geldscheine als echtes Geld angenommen. Ähnliches wird leicht als Gleiches wahrgenommen, aber in der Regel ist dieser Irrtum eher nützlich als schädlich, denn die meisten Geldscheine, Feindgestalten und Fliegen sind echt. Die Natur selbst hat unzählige Formen der Ähnlichkeit hervorgebracht – von den Spiralformen der Galaxien über die Arten von Tieren und Pflanzen bis in den Bau der Atome hinein.

## Ähnlichkeit in der menschlichen Kultur

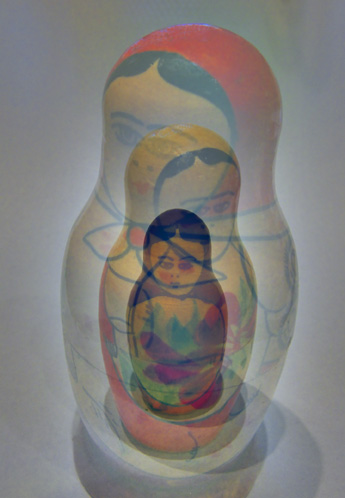
Matka

Auch in der menschlichen Kultur spielt das Prinzip der Ähnlichkeit eine tragende Rolle. Erst indem wir Ähnlichkeiten feststellen, können wir Gegenstände in Gattungen und Kategorien erfassen und klassifizieren. Jeder Begriff der menschlichen Sprache umfasst eine unzählbare Menge ähnlicher Gestalten oder Sachverhalte – z. B. umfasst das Wort „Baum“ unendlich viele Gewächse mit ähnlichen Eigenschaften.
Der Mensch stellt nicht nur bestehende Ähnlichkeiten in der Natur fest, um sich in ihr zu orientieren, sondern er ist selbst Schöpfer von Ähnlichkeiten. Seine Kultur besteht seit der Steinzeit aus ähnlichen Produkten, angefangen mit dem Faustkeil bis hin zur industriellen Massenproduktion. Dies gilt ebenfalls für seine geistigen Produkte wie Sprache, Musik oder Kunst.
In der Sprache wird etwa ein Wort immer in gleicher Weise verstanden, auch wenn es in verschiedener Geschwindigkeit oder Tonhöhe, gar in verschiedenen Dialekten erklingt, von Kleinkindern gestammelt oder Betrunkenen gelallt – wir erfassen die Ähnlichkeit und verstehen. Ebenso ist es mit den Buchstaben, die gedruckt oder gekritzelt, winzig oder riesengroß in unendlichen Variationen immer als die gleiche Figur gesehen werden, wenn nur eine gewisse Ähnlichkeit von Strukturmerkmalen erhalten ist.
Auch die (gegenständliche) Malerei beruht auf dem Prinzip der Ähnlichkeit, etwa beim Porträt oder bei Landschaftsbildern. Stets ist das Abbild seinem Abgebildeten in bestimmten Eigenschaften ähnlich. Karikaturisten zeigen mit wenigen Strichen, wie Ähnlichkeit mit sparsamsten Mitteln hergestellt uns immer noch zum Wiedererkennen ausreicht (siehe auch: Ikon). Heute ersetzt oft die Fotografie den Maler bei der ähnlichen Darstellung von Dingen.
In der Musik taucht die Ähnlichkeit im Rhythmus als ähnliche Zeitwerte auf. Auch alle Melodien können in verschiedenen Tonhöhen und Geschwindigkeiten ähnlich gespielt und gehört werden. Die Kunst der Fuge macht davon systematischen Gebrauch. Von Richard Wagners Leitmotive zur  trägt das Prinzip der musikalischen Ähnlichkeit bis in die Gegenwart. Die im Bereich der Popmusik wesentlich zueinander ähnlichen, nach demselben Muster komponierten oft als „kulturindustriell“ gefertigten Produkte werden geprägt und dominiert.

## Trivia
Im übertragenen Sinn bezeichnet die Umschreibung „eine Parallele sehen“ eine gleichwertige Ähnlichkeit.

## Zitate
„Die Ähnlichkeit dürfte noch einmal die wichtigste Rolle in der Psychologie spielen. Vielleicht hat man die Ähnlichkeit bisher instinktiv darum vernachlässigt, weil man sonst zu früh hätte einsehen müssen, wie tief unser logisches oder sprachliches Wissen unter unseren wissenschaftlichen Ansprüchen stehe, wie weit entfernt unsere Begriffsbildung von mathematischer Genauigkeit sei; denn unsere Sprachbegriffe beruhen auf Ähnlichkeit, die mathematischen Formeln auf Gleichheit.“

„Auf Ähnlichkeit, nicht auf Gleichheit ist alles Klassifizieren oder die Sprache aufgebaut, auf Ähnlichkeit, nicht auf Gleichheit all unser Urteilen oder die Anwendung der Sprache. Alle Logik aber, auch die Algebra der Logik, geht von dem mathematischen Begriff der Gleichheit aus und ist darum eine gefährliche Wissenschaft. Um nicht zu weit abzuschweifen, sei nur kurz erwähnt, daß auch der Begriff oder das Gefühl der Kontinuität aus dem Gefühle der Ähnlichkeit allein entsteht.“